# Idea moira
Idea moira är en fjärilsart som beskrevs av Hans Fruhstorfer 1910. Idea moira ingår i släktet Idea och familjen praktfjärilar. Inga underarter finns listade i Catalogue of Life.